# Eduard Ionescu
Pour les articles homonymes, voir Ionescu.
Eduard Andrei Ionescu, né le 9 novembre 2004 à Buzău, est un pongiste roumain.

## Biographie
Il commence le tennis de table à l'âge de six ans.
Il est sacré champion d'Europe junior 2022 en simple, en double messieurs avec Darius Movileanu et par équipes avec la Roumanie.
En 2023, il remporte les Jeux de la francophonie en simple ainsi qu'en double et par équipes mixte avec Elena Zaharia. Il devient champion d'Europe junior pour la deuxième fois en simple, en double messieurs avec Darius Movileanu et en par équipes avec la Roumanie. 
Aux Jeux européens 2023, il accomplit sa première performance sur la scène internationale. Il bat par 4 sets à 2 la tête de série no 3 Dimitrij Ovtcharov en huitième de finale du tournoi en simple. Il perd finalement en quart de finale contre le français Félix Lebrun, futur vainqueur de la compétition.
En 2024, il se qualifie à ses premiers Jeux olympiques à Paris. Il réussit un exploit en battant au premier tour le nigérian Quadri Aruna, tête de série no 14. Il est alors mené 3 sets à 0 mais s'impose finalement 4 sets à 3 en sauvant notamment cinq balles de match pour son adversaire. Il s'incline par 4 sets à 1 au tour suivant contre le taïwanais Kao Cheng-jui.
Il est le 58e joueur mondial en septembre 2024.

## Parcours en club
Il joue avec le club du FC Sarrebruck TT qui évolue en Bundesliga pour la saison 2023-2024. Cette année là, il devient le premier pongiste roumain à remporter la ligue des champions avec son club,.